# Gorzałów
Gorzałów [pronunciación en polaco: /ɡɔˈʐawuf/] es un pueblo ubicado en el distrito administrativo de Gmina Błaszki, dentro del condado de Sieradz, Voivodato de Łódź, en el centro de Polonia. Se encuentra a unos 8 kilómetros al noreste de Błaszki, a 21 kilómetros al noroeste de Sieradz, y a 68 kilómetros al oeste de la capital regional Łódź.